# Soledade (Rio Grande do Sul)
Soledade is een gemeente in de Braziliaanse deelstaat Rio Grande do Sul. De gemeente telt 31.028 inwoners (schatting 2009).

## Aangrenzende gemeenten
De gemeente grenst aan Arvorezinha, Barros Cassal, Camargo, Espumoso, Fontoura Xavier, Ibirapuitã, Itapuca, Lagoão, Marau, Mormaço, Nova Alvorada, Tio Hugo en Tunas.

## Verkeer en vervoer
De plaats ligt aan de wegen BR-153, BR-386, BR-471 en RS-332.

## Geboren in Soledade
- Alberto Vilasboas dos Reis, "Bebeto" (1946-2003), voetballer
- Fábio Rochemback (1981), voetballer